# 全一
全一（ぜんいつ）とは、完全に一つにまとまっていること、また、そのさま。

## ゲーム用語
全一（ぜんいち）と読み、「全国一位」の略である。
おもにコンピューターゲームの得点におけるものを指す。
『ゲーメスト』や『マイコンBASICマガジン』、『月刊アルカディア』などアーケードゲームのハイスコアを集計している誌上で、トップの成績を出すことを言う。
『ゲーメスト』においては、全一のスコアには表示欄に★マークが付いたことから、『星』とも呼ばれる。
近年はインターネットの普及に伴い、メーカー公式サイト上などで直接スコアが集計されることがある（俗に『インターネットランキング』と呼ばれる）。
また、ネットワーク対応ゲームの場合はスコアを自動集計し、ゲーム機や公式サイトでハイスコアランキングがリアルタイムで見られるものも多い。
全一を取ろうとより高い得点を狙おうとする者をハイスコアラーと呼ぶ。
攻略ビデオなどが作られるときも、全一プレイヤーを招聘して撮る場合が非常に多い。ニコニコ動画やYouTubeなどの動画配信サイトが登場する以前はビデオの違法流通がはびこっていた。